# Lotta Wänberg
Lotta Wänberg, född 18 februari 1979, är en (före detta) svensk landslagssimmare, med frisim som specialitet, som tävlat för Malmö KK. Hon deltog i de Olympiska sommarspelen 2004 i Aten i lagkappslaget på 4 x 200 meter frisim. Laget kom på åttonde plats.

### Fotnoter
1. ↑  Wänberg på sok.se Arkiverad 27 augusti 2010 hämtat från the Wayback Machine. (läst 2 april 2011)